# Delaware State Route 299
Die Delaware State Route 299 (kurz DE 299) ist eine in Ost-West-Richtung verlaufende State Route im US-Bundesstaat Delaware.

## Verlauf
Die State Route beginnt an der Maryland State Route 282 östlich von Warwick. kurz danach trifft die DE 299 auf den U.S. Highway 301, der bis zur Stadtgrenze von Middletown eine gemeinsame Trasse mit der State Route nutzt. Nach etwa der Hälfte dieser Strecke verläuft auch die State Route 15 über die Trasse. Im Zentrum der Stadt Middletown kreuzt die DE 299 die Strecke der Norfolk Southern Railway sowie die Delaware State Route 71. Zwischen Middletown und Odessa trifft die Straße auf die Trasse der Delaware State Route 1 und im Zentrum der Stadt auf den U.S. Highway 13. Am südöstlichen Ortsausgang von Odessa passiert die State Route das historische Corbit-Sharp House. Nach insgesamt 15,72 Kilometern endet die Straße südöstlich von Odessa in Mathews Corner an der Delaware State Route 9.